# Edera Cordiale
Edera Cordiale   (Torí, 30 de gener de 1920 - Tortorici, 4 d'abril de 1993), de casada Gentile, fou una atleta italiana, especialista en el llançament de disc, que va competir entre finals de la dècada de 1930 i la dècada de 1950.
El 1948 va prendre part en els Jocs Olímpics d'Estiu de Londres, on guanyà la medalla de plata en la prova del llançament de disc del programa d'atletisme, rere la francesa Micheline Ostermeyer. Quatre anys més tard, als Jocs de Hèlsinki fou catorzena en la mateixa prova.
En el seu palmarès també destaca una medalla de bronze en la prova del llançament de disc del Campionat d'Europa d'atletisme de 1950, rere Nina Dumbadze i Rimma Shumskaya, i vuit campionats italians de disc (1943, 1946, 1947, 1948, 1949, 1950, 1951 i 1952).

## Millors marques
- Llançament de disc. 46,19 metres (1948)[4]